# Římskokatolická farnost Hodkovice nad Mohelkou
Římskokatolická farnost Hodkovice nad Mohelkou (lat. Libenavia) je církevní správní jednotka sdružující římské katolíky na území města Hodkovice nad Mohelkou a v jeho okolí. Organizačně spadá do libereckého vikariátu, který je jedním z 10 vikariátů litoměřické diecéze. Centrem farnosti je kostel svatého Prokopa v Hodkovicích nad Mohelkou.

## Historie farnosti
Farnost je starobylá a datum jejího založení není známo. Matriky jsou vedeny od roku 1668.
Ke dni 31. prosince 2024, na základě rozhodnutí litoměřického biskupa Stanislava Přibyla, do farnosti přibyly sloučením farnosti Jeřmanice a Vlastibořice. Farnost Hodkovice nad Mohelkou se tak stala nástupnickou farností těchto dvou zaniklých farností, které do té doby byly spravovány excurrendo z Českého Dubu.

### Duchovní správcové vedoucí farnost
Začátek působnosti jmenovaného v duchovní správě farnosti od:
- 1360   Wenceslaus
- Petrus ze Světlé
- 1363   Georgius z Přestavlk
- 1376   Joannes z Lieben
- 1378   Petrus ze Schluckenau
- 1385   Paulus z Vyklek
- 1434   Wenceslauz z Liebenau
- 1548   Joannes z Turnova
- -1624  Colsinius
- 1624   Adamus Balthazar
- do roku 1682 farnost připojena k Českému Dubu
- 1682   Joannes Bas. Schneck
- 1686   Henricus Jos. Braun
- 1689   Christophorus Aug. Jaksch
- 1698   Christophorus Sigismundus Weiss
- 1714   Antonius Schwarz
- 1720   Jacobus Wenceslauv Weiss
- 1728   Ferdinandus Knobloch
- 1744   Josephus Grüner
- 1745   Jos. Noe Natali, n. 1700, † 1787
- 1787   par. vacat
- 1787   Joann. Kunte, † 13. 7. 1800
- 1800   Franc. Pokorny
- 1814   par. vacat, admin. Jos. Zückert
- 1822   Jos. Zückert, n. 9. 11. 1780 Chrastava, o. 8. 9. 1804, † 27. 9. 1828
- 1828   par. vacat, cap. Joann. Charousek
- 1829   Ioann. Pažaut, n. 24. 12. 1795 Bousov, o. 24. 8. 1819
- 1840   Mich. Grund, n. 9. 4. 1788 Králíky, o. 23. 8. 1812, † 4. 8. 1843
- 1843   par. vacat, admin. Josef Kočí (zast. pravopis Kočj)
- 1843   Josef Hofrichter, n. 19. 8. 1793 Rychnov u Jb., o. 15. 8. 1816
- 1873   par. vacat, admin. int. Franc. Ptáčník
- 1873   Franc. Ptáčník, n. 7. 4. 1823 Hradišť., o. 25. 7. 1849, † 24. 4. 1893
- 1893   par. vacat, admin. int. Anton. Lasch
- 1894   Jan Kara, n. 12. 1. 1842 Čestín, o. 30. 6. 1864, † 12. 4. 1910
- 1909   par. vacat, admin. interc. Vojtěch Bílý
- 1910   Jan Bečka, n. 11. 11. 1854 Mokrý, o. 20. 7. 1880, † 22. 3. 1913
- 1914   Jan Náhlovský, n. 18. 2. 1869 Penčín, o. 8. 10. 1893, † 6. 6. 1938
- 1937   par. vacat admin. interc. Fried. Leitelt
- 1. 11. 1937   Franc. Zimmerhackel, n. 21. 1. 1899 Tacha, o. 25. 6. 1922, † 21. 2. 1958
- 14. 2. 1953  Petr Bittner
- 15. 4. 1953  Steph. Dolobáč
- 16. 10. 1958 Karel Qualizza
- 5. 11. 1960   František Klapuch
- 1. 8.  1964   Ignác Stodůlka
- 15. 3. 1965  Alois Frajt
- 1. 6.  1967   Josef Zlámal
- 1. 8.  1970   Antonín Audy
- 1. 5.  1975   Antonín Hladký, SDB
- 1. 7.  1988   Leopold Paseka
- 1. 7.  1990 Jiří Sucharda
- 1. 10. 1992   Jaroslav Gajdošík
- 6. 10. 1993  Josef Faltejsek
- 15. 6. 1998  Jozef Piroh
- 1. 3.  2001 Miroslav Maňásek, admin. exc. z Českého Dubu[5]

Kromě kněží stojících v čele farnosti, působili ve farnosti v průběhu její historie i jiní kněží. Většinou pracovali jako farní vikáři, kaplani, katecheté, výpomocní duchovní aj.

## Území farnosti
Do farnosti náleží území obce:
- Bezděčín (Bösching)
- Bohdánkov (Bohdankow)
- Buršín (Burschin)
- Bystrá (Burschin)
- Jílové (Jilowei)
- Hodkovice nad Mohelkou (Liebenau)
- Kocourov (Kocourow)
- Kohoutovice (Kohoutowitz)
- Pelíkovice (Pelkowitz)
- Petrašovice (Potrosowitz)
- Radoňovice (Radonowitz)
- Radostín (Radostin)
- Rydvaltice (Ridwaltitz)
- Sedlejovice (Sedlowitz)
- Štěrbovina[1] (Stirbon)
- Třtí (Wetterstein)
- Vesec (Wesce)
- Vrchovina (Wrchowina)
- Záskalí (Saskal)
- Žďárek (Scharingen)

Zaniklá farnost Jeřmanice
- Jeřmanice (Hermannsthal)
- Milíře (Kohlstatt)

Zaniklá farnost Vlastibořice
- Červenice (Tscherwenitz)
- Husa (Husa)
- Jivina (Jiwina)
- Kamení (Kameni)
- Padařovice (Paderschawitz)
- Radimovice (Radimowitz)
- Rybník (Rybnik)
- Slavíkov (Slawikow)
- Sedlíšťka (Sedlischka)
- Soběslavice (Sebeslawitz)
- Střížovice (Strieschowitz)
- Sychrov (Sichrow)
- Vitanovice (Witanowitz)
- Vlastibořice (Wlastiborschitz)
- Zásada (Zasada)

## Římskokatolické sakrální stavby na území farnosti
| | Fotografie | Stavba                     | Místo                  | Bohoslužby                      | Zeměpisné souřadnice            | Status       | Číslo kulturní památky           |
| Kostel | Kostel     | Kostel                     | Kostel                 | Kostel                          | Kostel                          | Kostel       | Kostel                           |
| --- | ---------- | -------------------------- | ---------------------- | ------------------------------- | ------------------------------- | ------------ | -------------------------------- |
| 1. |            | Kostel sv. Prokopa         | Hodkovice nad Mohelkou | bližší informace o bohoslužbách | 50°39′51″ s. š., 15°5′18″ v. d. | farní kostel | 34205/5-4284 (Pk•MIS•Sez•Obr•WD) |
| Kaple |            |                            |                        |                                 |                                 |              |                                  |
| 2. |            | Kaple Nanebevstoupení Páně | Hodkovice nad Mohelkou | bližší informace o bohoslužbách | 50°39′51″ s. š., 15°5′19″ v. d. | kaple        | —                                |
| 3. |            | Kaple Anděla Strážce       | Jílové                 | bližší informace o bohoslužbách | 50°39′14″ s. š., 15°6′37″ v. d. | kaple        | 29156/5-9 (Pk•MIS•Sez•Obr•WD)    |
| Některé drobné sakrální stavby a pamětihodnosti lze dohledat zde v databázi Drobné sakrální památky Zaniklé sakrální stavby lze dohledat zde v databázi Poškozené a zničené kostely, kaple a synagogy v České republice |            |                            |                        |                                 |                                 |              |                                  |

Ve farnosti se mohou nacházet i další drobné sakrální stavby, místa římskokatolického kultu a pamětihodnosti, které neobsahuje tato tabulka.

## Příslušnost k farnímu obvodu
Z důvodu efektivity duchovní správy byl vytvořen farní obvod (kolatura) farnosti – děkanství Český Dub, jehož součástí je i farnost Hodkovice nad Mohelkou, která je tak spravována excurrendo. Přehled těchto kolatur je v tabulce farních obvodů libereckého vikariátu.

## Galerie

Římskokatolická farnost Hodkovice nad Mohelkou
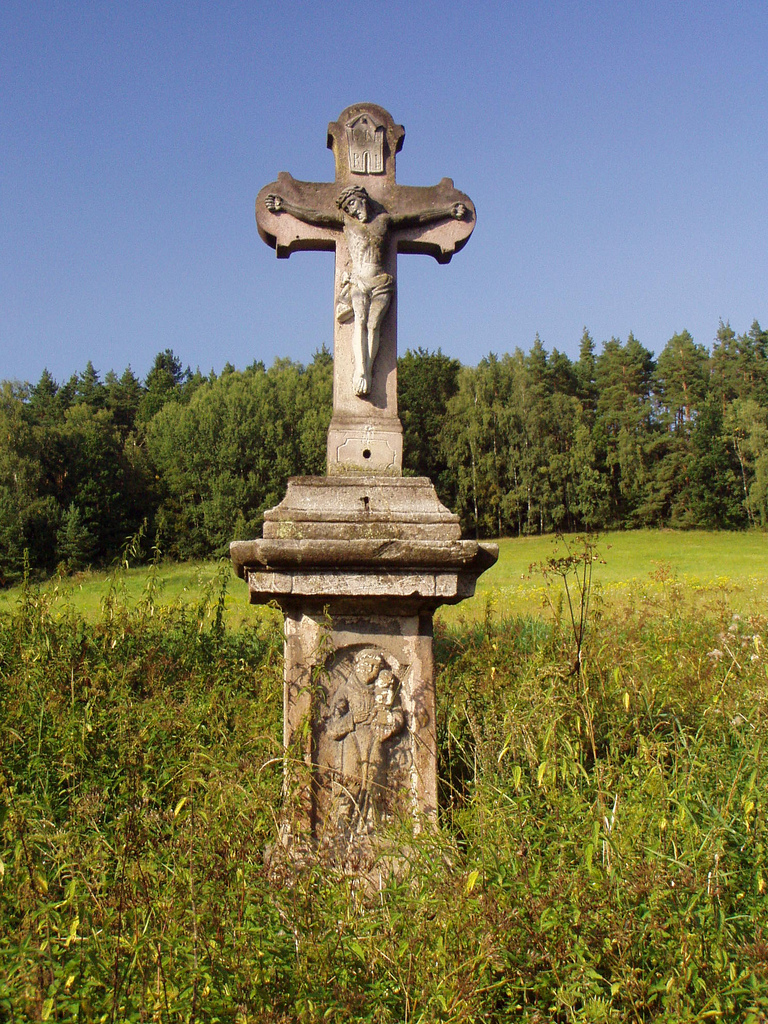
Křížek v Radostíně
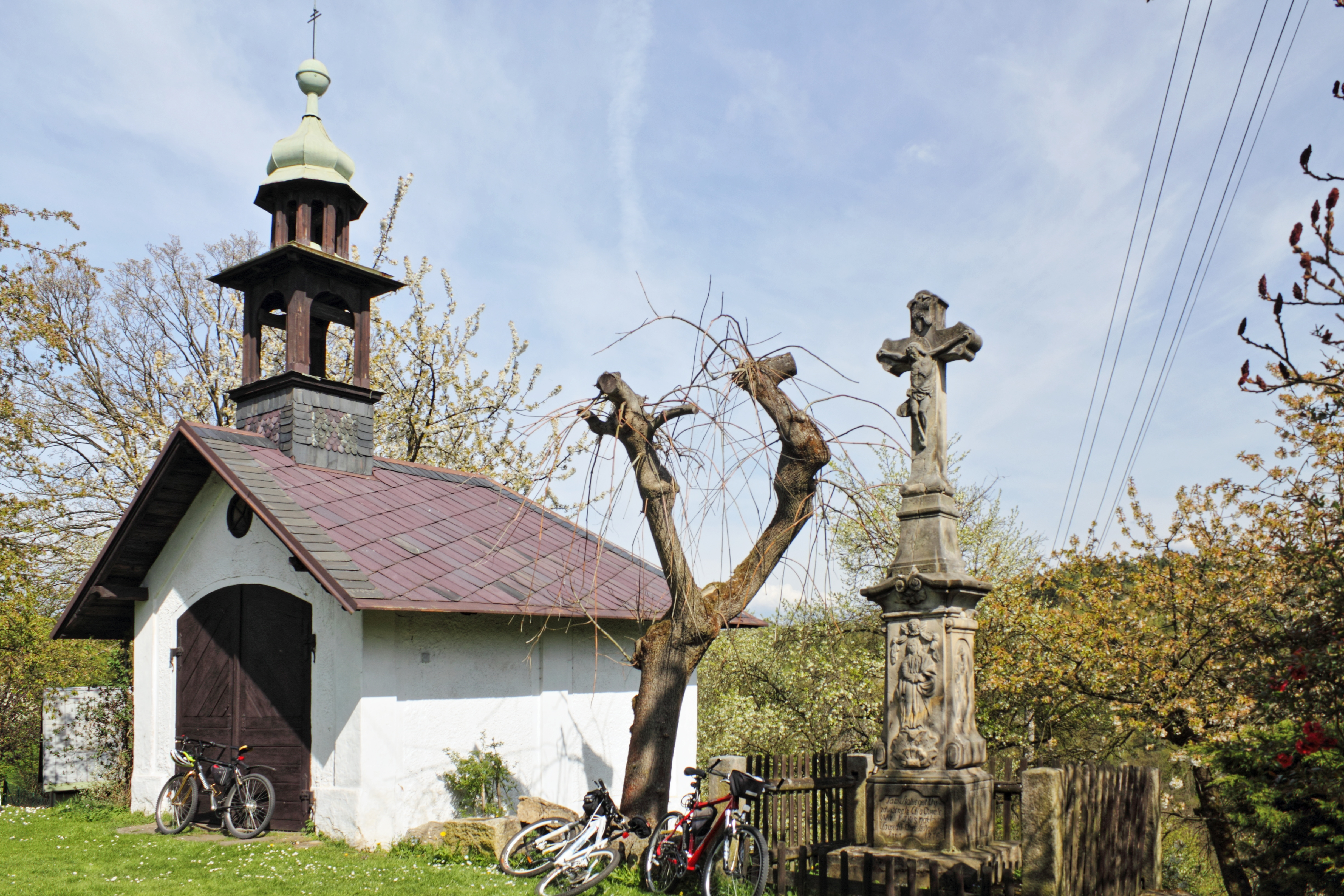
Kříž a zvonička v Sedlejovicích
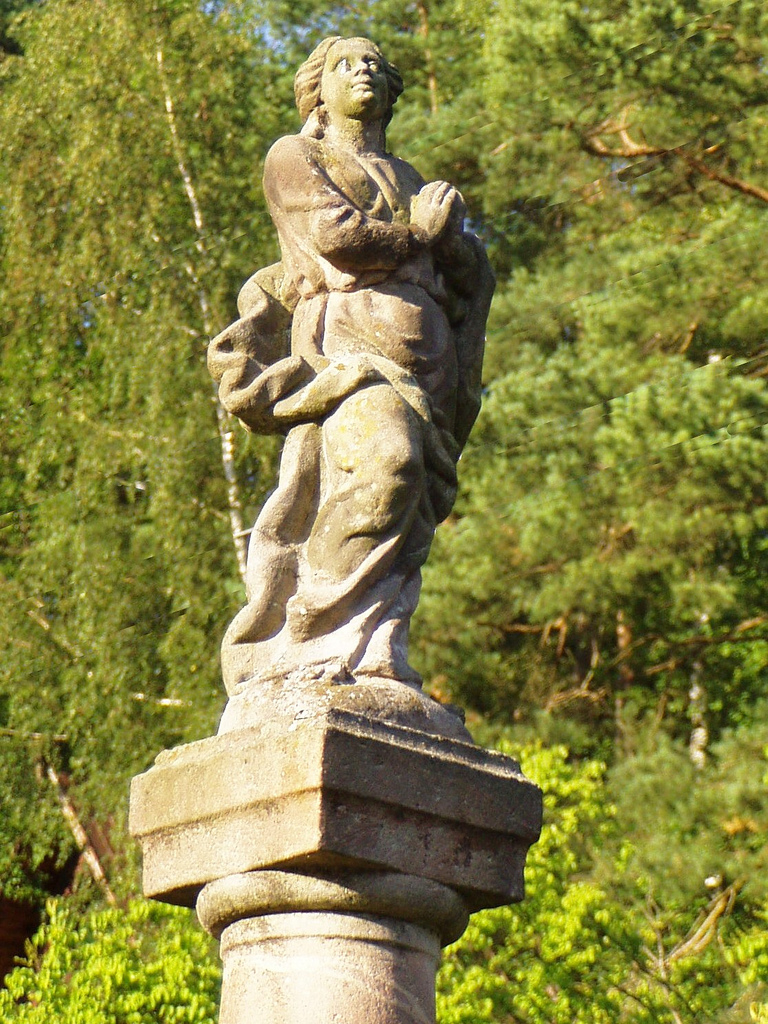
Socha Panny Marie uprostřed obce Třtí
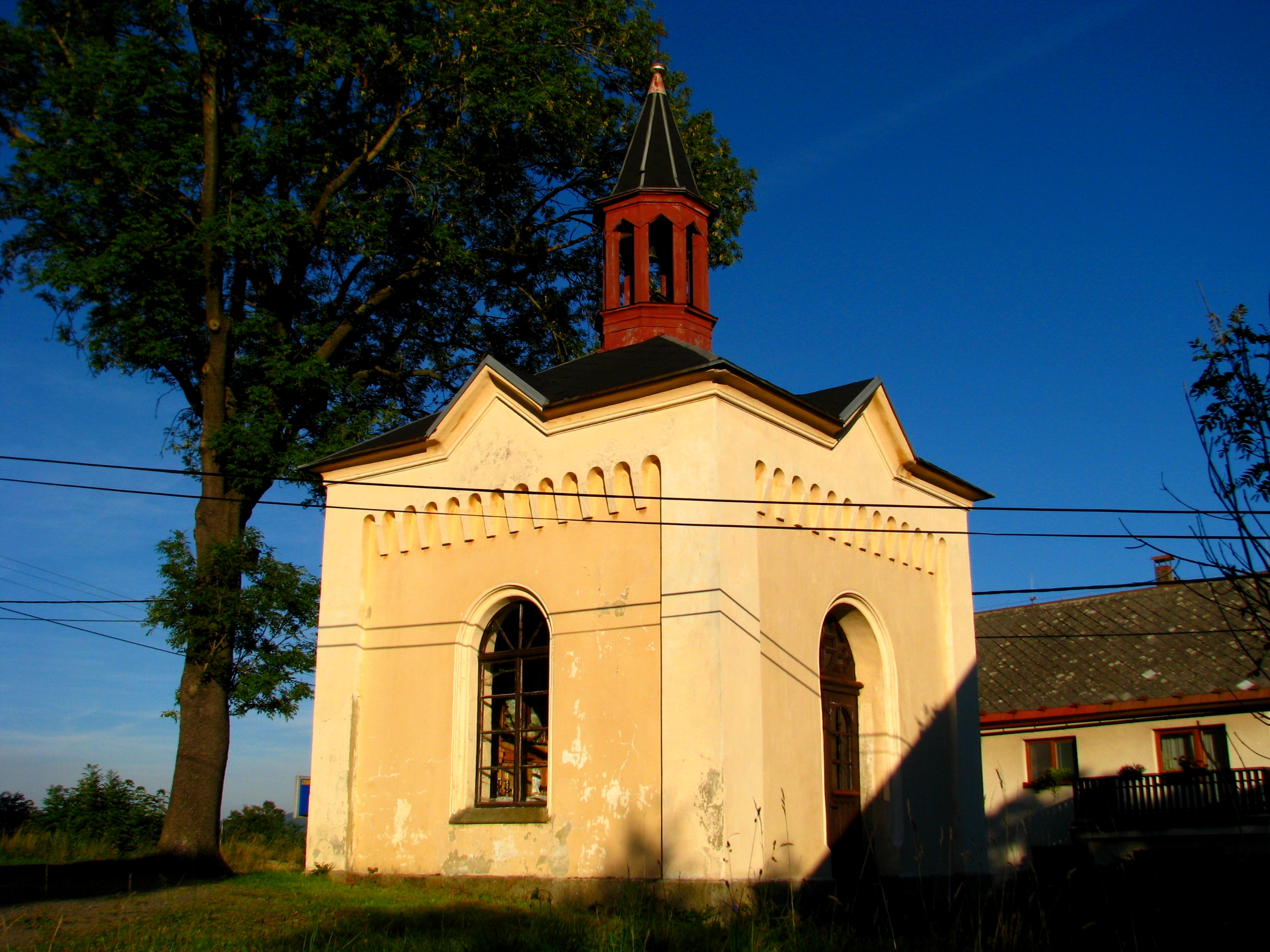
Kaplička sv. Jana Křtitele v Záskalí